# Cheilanthes robusta
Cheilanthes robusta är en kantbräkenväxtart som först beskrevs av Kze., och fick sitt nu gällande namn av Tryon. Cheilanthes robusta ingår i släktet Cheilanthes och familjen Pteridaceae. Inga underarter finns listade.